# Neohaematopinus sciuri
Neohaematopinus sciuri är en insektsart som beskrevs av Jancke 1932. Neohaematopinus sciuri ingår i släktet Neohaematopinus och familjen ledlöss. Inga underarter finns listade i Catalogue of Life.